# Geron namaensis
Geron namaensis är en tvåvingeart som först beskrevs av Hesse 1938.  Geron namaensis ingår i släktet Geron och familjen svävflugor. Inga underarter finns listade i Catalogue of Life.